# Mark Hughes
Leslie Mark Hughes (ur. 1 listopada 1963 w Ruabon, Wrexham, Walia) – walijski trener piłkarski i piłkarz grający na pozycji napastnika. W reprezentacji Walii zaliczył 72 występy strzelając 16 goli.
Podczas kariery piłkarskiej najdłużej reprezentował Manchester United, z którym zdobył m.in. Puchar Europy Zdobywców Pucharów w 1991, strzelając obie bramki w wygranym 2-1 finale z FC Barcelona w Rotterdamie.
Długoletni trener reprezentacji Walii i Blackburn Rovers. W grudniu 2009 zwolniony z posady trenera Manchester City.
29 lipca 2010 został nowym szkoleniowcem Fulham. 2 czerwca 2011 został zwolniony z funkcji trenera Fulham.
10 stycznia 2012 został menadżerem Queens Park Rangers. Zwolniony w listopadzie 2012 roku.
W 2013 roku został trenerem Stoke City. Zwolniony 6 stycznia 2018 roku z powodu słabej formy zespołu, który w połowie rozgrywek sezonu 2017/18 znajdował się w strefie spadkowej, oraz odpadł w trzeciej rundzie rozgrywek pucharu FA Cup z trzecioligowym Coventry City.